# Mandjack
Mandjack est un village du Cameroun, situé dans la région du Centre et le département du Nyong-et-Kéllé. Il est rattaché à la commune d'Éséka.

## Géographie
Mandjack est situé à 17 km d'Éséka, sur la route Éséka — Makak.
La localité est arrosée par le Nyong.

## Population
En 1963-1964, la population de Mandjack était de 274 habitants, principalement des Bassa. 
Lors du recensement de 2005, on y a dénombré 247 personnes.   